# In Tam
In Tam (1922 – 2006) était un homme politique cambodgien. Ancien ministre du régime de Sihanouk, il participera à son renversement en 1970 et deviendra président de l'assemblée nationale.
Premier ministre de la république khmère en 1973, il s’opposera régulièrement à la politique menée par le président Lon Nol, ce qui lui vaudra plusieurs désaveux ; à la chute du régime en 1975, il pourra fuir le pays et participera ensuite, jusqu’au début des années 1980, à divers groupes de résistance aux régimes Khmers rouges puis de la république populaire du Kampuchéa.

## Biographie
Il est né le 22 septembre 1922 à Prek Kak, district de Stueng Trang dans la province de Kampong Cham. Après avoir étudié le pâli à la pagode de Stung Trang en 1928 et 1929, il intègre le lycée Sisowath de Phnom Penh, puis, en 1942, l’École d’Administration cambodgienne. Il se marie en juillet 1943 avec Neang In Tat qui sera élue en 1966 députée de Spoe, dans la province de Kampong Cham. Toujours en juillet 1943, il intègre l’administration cambodgienne en tant que cadre subalterne dans les provinces de Prey Veng, Siem Reap, Kampong Cham puis dans la région des hauts Plateaux.
De 1953 à 1954, il est inspecteur de la garde provinciale de Kampong Cham. De 1956 à 1958, il est directeur de l’École des Cadres de la garde provinciale de Kampong Chhnang, puis, de 1958 à 1964, gouverneur de Takeo, poste qu’il cumulera avec celui de chef d’état-major de la défense en surface et, de 1959 à 1962, de directeur de l’académie royale de police. Du 26 décembre 1964 au 24 octobre 1966, il sera ministre de l’Intérieur et des Cultes.
En 1966, il est élu député de Pocs, dans la province de Kampong Cham. En 1967, le prince Norodom Sihanouk le nomme gouverneur de Battambang et le charge du maintien de l’ordre après les révoltes paysannes de Samlaut. Il gardera ce poste pendant près d’un an mais devra pour cela renoncer temporairement à siéger à l’Assemblée nationale. Du 1er février 1968 au 12 juillet 1968, il sera ministre de l’agriculture d’un cabinet présidé par Penn Nouth. En 1969, à la faveur d’une élection partielle en vue de remplacer Hu Nim, un député de gauche qui a rejoint les maquis khmers rouges, il est élu à Chrey Vien, dans la province de Kampong Cham.
Le 18 mars 1970, il participe au coup de force contre Norodom Sihanouk en usant de son influence auprès des députés qui votent la destitution de l’ancien (et futur) monarque. Il deviendra président de l’Assemblée nationale, en remplacement de Cheng Heng devenu chef de l'État par intérim.
À la fin mars, à la suite d'émeutes pro-Sihanouk, In Tam est promu au grade de colonel et envoyé dans la province de Kampong Cham avec la mission de rétablir l’ordre.
À partir de 1971, In Tam prend la tête d'une tendance politique décrite par l’ambassade américaine à Phnom Penh comme un régénérescence du parti démocrate, soutenue notamment par les Sangha bouddhistes et Son Ngoc Thanh et qui s'oppose tout à la fois à Sirik Matak et à Lon Nol.
Le 3 mai 1971, In Tam est toutefois nommé 1er vice-premier ministre de la république khmère, chargé de l’intérieur, mais dès septembre, Lon Nol et Sirik Matak voyant de plus en plus In Tam comme un rival potentiel, il est démis de ses fonctions. Dans le même temps, le mandat de cinq ans de l’assemblée arrive à expiration, mais aucun des deux hommes forts du régime ne veut prendre le risque d’organiser une élection qui risque d'affaiblir leur pouvoir. Le 16 octobre, Cheng Heng, le chef de l’État, publie un décret qui remplace le système bicaméral par une assemblée unique et constituante. Lon Nol forme un nouveau gouvernement et, dans son discours d’investiture, il insiste sur la nécessité de mettre fin au « jeu stérile d’une démocratie libérale éculée ». Ce durcissement provoque les protestations d’In Tam, soutenu en l’occasion par la manifestation de 400 moines qui prennent fait et cause pour lui. Les deux tiers des élus des deux chambres ayant accepté les modifications proposées, l’avant-projet de la nouvelle constitution est confié aux députés démis, sous la supervision d’In Tam, ce qui n’était pas sans semer les graines de futurs conflits.
Le 10 mars 1972, juste avant que l’Assemblée n’approuve le projet de nouvelle constitution, Lon Nol annonce qu’il suspend les pourparlers et s’octroie le poste de chef de l’État, occupé par Cheng Heng depuis deux ans. Lon Nol désigne une nouvelle commission chargée de rédiger une constitution plus proche de ses idées. Pour le second anniversaire de la déposition de Sihanouk, il s’autoproclame président et abandonne son titre de chef de l’État et celui de ministre de la défense. Comme premier ministre, après avoir proposé le poste à In Tam, il nomme Son Ngoc Thanh. En avril, Lon Nol proclame une constitution inspirée de celles de la France et de la république du Viêt Nam, qui lui donne des pouvoirs étendus. Il propose également une élection présidentielle, mais à sa grande déception, In Tam et Keo An se présentent et refusent de se désister.
In Tam reçut un support massif. Durant ses années au service de l’État il ne s’était pas enrichi de manière ostentatoire. Son train de vie modeste le rendait populaire. Quand il eut annoncé sa candidature, de petites contributions arrivaient en masse à son quartier de campagne jusqu’à atteindre trois millions de Riels (soit environ 50 000 $) et lui permettre de louer un avion avec pilote pour atteindre les capitales régionales. Dans une de ses réunions, l’ambassadeur des États-Unis lui enjoignit de « ne rien faire qui puisse affaiblir les non-communistes ». In Tam, pour sa part, n’était pas prêt à affronter la violence et les trucages auxquels se livraient les partisans du président de manière de plus en plus intense à mesure que les élections approchaient. Son délégué à Pouthisat fut assassiné alors qu’ailleurs, le 4 juin, jour du scrutin, des bulletins disparurent des bureaux de vote et des membres de sa famille furent expulsés de leurs domiciles. À Phnom Penh où In Tam était en tête, plusieurs urnes furent réquisitionnées et tous les suffrages qui n’étaient pas en faveur de Lon Nol furent brûlés. À 23 heures, alors que le décompte se poursuivait dans plusieurs provinces, Lon Nol fut déclaré gagnant. Les résultats provisoires, publiés le lendemain, donnait 55 % des voix au maréchal, alors qu’In Tam était crédité de 24 % et Keo An 20 %. Après les élections, In Tam se rappelait avoir été contacté par un diplomate des États-Unis qui lui demandait d’aider Lon Nol pour lui éviter de prendre seul toutes les décisions. In Tam déclina l’offre au motif que le nouveau président « n’écoutait que les Américains ». L'affaire fera dire à In Tam que les Américains ne pouvaient plus désormais que « mariner dans du jus de Lon Nol ».
À Phnom Penh, la situation politique continue à se dégrader tout au long de l'année 1972 : les deux partis d'opposition à Lon Nol, (le Parti démocrate d'In Tam et le Parti républicain de Sirik Matak) refusent de participer aux élections législatives, qui eurent lieu le 3 septembre. Il s'ensuivit une victoire écrasante du parti socio-républicain de Lon Non (Sangkum Sathéaranak Rath).
En février 1973, le vice-président américain Spiro Agnew fait une visite de quelques heures à Phnom Penh. Il demande à Lon Nol, alors seul au pouvoir, d’élargir sa base politique en impliquant à nouveau Sisowath Sirik Matak, Cheng Heng et In Tam dans les affaires de la république. Le président s’exécuta et entreprit des pourparlers avec ses rivaux. In Tam se rappelait, dans une interview accordée à David Porter Chandler, que quand Sirik Matak demanda au président la raison de l’entretien auquel ils les avaient conviés, ce dernier dut admettre que c’était pour répondre à la demande de « nos amis étrangers qui nous ont fourni tant d’aide ». À aucun moment il ne justifia le bien-fondé de la démarche. Il offrit un poste de conseiller à In Tam, qui après avoir accepté, démissionna peu de temps après.
En avril 1973, à la demande des Américains, Lon Nol reprenait les négociations avec Sirik Matak, In Tam et Cheng Heng afin de former un Conseil politique qui partagerait le pouvoir entre les différentes factions tant que celui de l’assemblée serait suspendu et qui allait gouverner par décret.
Du 15 mai 1973 au 7 décembre 1973, il est Premier ministre, récupérant en plus, à partir du 22 septembre 1973 les portefeuilles de l’intérieur, des cultes et de la mobilisation générale. Fin décembre 1973, il se retire de la politique et commence une carrière d’agriculteur à Poipet, dans la province de Banteay Mean Chey.
Le 5 février 1975, Norodom Sihanouk et la guérilla khmère rouge publient une liste de « sept traitres » qui devront être passés par les armes : Lon Nol, Sirik Matak, In Tam, Cheng Heng, Sosthène Fernandez, Lon Non, Long Boret.
Le 17 avril 1975, alors que les troupes khmers rouges entrent dans Phnom Penh, il s’enfuit en Thaïlande d’où il participe à la création des premiers maquis contre le nouveau gouvernement, avant d’être expulsé par les Thaïlandais le 22 décembre 1975. Depuis la France, il fonde en 1976, avec Son Sann, l’Association générale des Khmers de l’étranger qui soutient et finance des groupes d’anciens militaires républicains en lutte contre le régime de Pol Pot.
Au début de 1979, à la chute du régime khmer rouge, In Tam se brouille avec Son Sann concernant le commandement des forces armées qui devaient lutter contre l’armée vietnamienne et celle de la nouvelle république populaire du Kampuchéa. Il se rend alors à Pyongyang pour proposer ses services à Norodom Sihanouk. En septembre, il devient secrétaire général provisoire de la confédération des khmers nationalistes dont le prince est le président. En 1981, il devient 2e vice-président du Front uni national pour un Cambodge indépendant, neutre, pacifique et coopératif (FUNCINPEC) créé par le prince Sihanouk et commandant en Chef de l’Armée Nationale Sihanoukiste. Lassé des luttes intestines au sein du FUNCINPEC, il démissionne de tous ses postes le 31 décembre 1983.
Il fonde alors Khmer Atmatak, une association humanitaire basée aux États-Unis où il est installé près de sa famille depuis le 4 octobre 1976. En tant que président de cette organisation, il est invité par le gouvernement cambodgien en janvier 1989. Grâce aux liens qu’il tisse avec les dirigeants de Phnom Penh, il devient, conseiller du gouvernement et sera associé aux travaux devant préparer la révision de la constitution amenant à la création de l’État du Cambodge.
Afin de participer aux élections de 1993 qui doivent être supervisées par l’APRONUC, il fait renaître le Parti Démocrate et se présente dans la province de Kampong Cham ; son parti n’ayant gagné aucun siège, il se retire une nouvelle fois de la vie politique et retourne aux États-Unis, d’où il décèdera le 1er avril 2006 à l’âge de 83 ans à Chandler, dans l’Arizona.